# Commandos
Commandos byl britský vojenský organizační útvar, brigáda, existující v době druhé světové války, která se proslavila například útokem na Saint-Nazaire nebo pokusem o zajetí generála Rommela. Jednotky Commandos byly velmi univerzální – k jejich výcviku patřila například práce s výbušninami, první pomoc, horolezectví, noční přesuny, plavání nebo používání lodi. Brigáda byla rozdělena na prapory a dále na roty. Po válce byly Commandos rozpuštěny.
Jednotky sloužily na všech frontách války – od severního polárního kruhu po Evropu, ve Středomoří či na Blízkém východě. Zpočátku byly tvořeny pouze britskými dobrovolníky, později byly doplněny o zástupce všech složek ozbrojených sil britské armády a řadu dobrovolníků z Němci okupovaných zemí.
Za první akci stylu Commandos se považuje operace Collar, která ovšem paradoxně nebyla provedena jednotkami Commandos (protože ty ještě neukončily výcvik), nýbrž nezávislou 11. rotou. Ta pod vedením majora Ronnieho Toda provedla průzkum na francouzském pobřeží jižně od Boulogne.

## Historie
Útvar byl zřízen v červnu 1940 na žádost tehdejšího britského premiéra Winstona Churchilla, který tím chtěl zvrátit poraženecké nálady po úspěšné německé invazi do Francie a demonstrovat britské odhodlání vzdorovat nepřátelům.
Britská armáda potřebovala síly k provádění drobných útoků proti Němcům. V této chvíli přišel asistent náčelníka imperiálního generálního štábu generálporučíka sira Johna Dilla podplukovník Dudley Clarke, který byl jihoafrického původu, s návrhem na zřízení útočných sil. Inspiroval se búrskými komandy, s nimiž se Britové střetli během druhé búrské války (1899 až 1902). Ministerský předseda návrh přijal s nadšením; možná i proto, že byl veteránem búrské války.[ujasnit]

## Výcvik
Potenciální zájemci procházeli výcvikem ve skotských horách. Díky šíři svých schopností tito muži mohli být vysláni téměř kamkoli, první britští Commandos však byli cvičeni především pro námořní výsadkové akce. Moře se totiž ukázalo být nejvýhodnější cestou pro přepravu speciálních skupin na nepřátelské území.